# حدائق الشيطان (مصر)

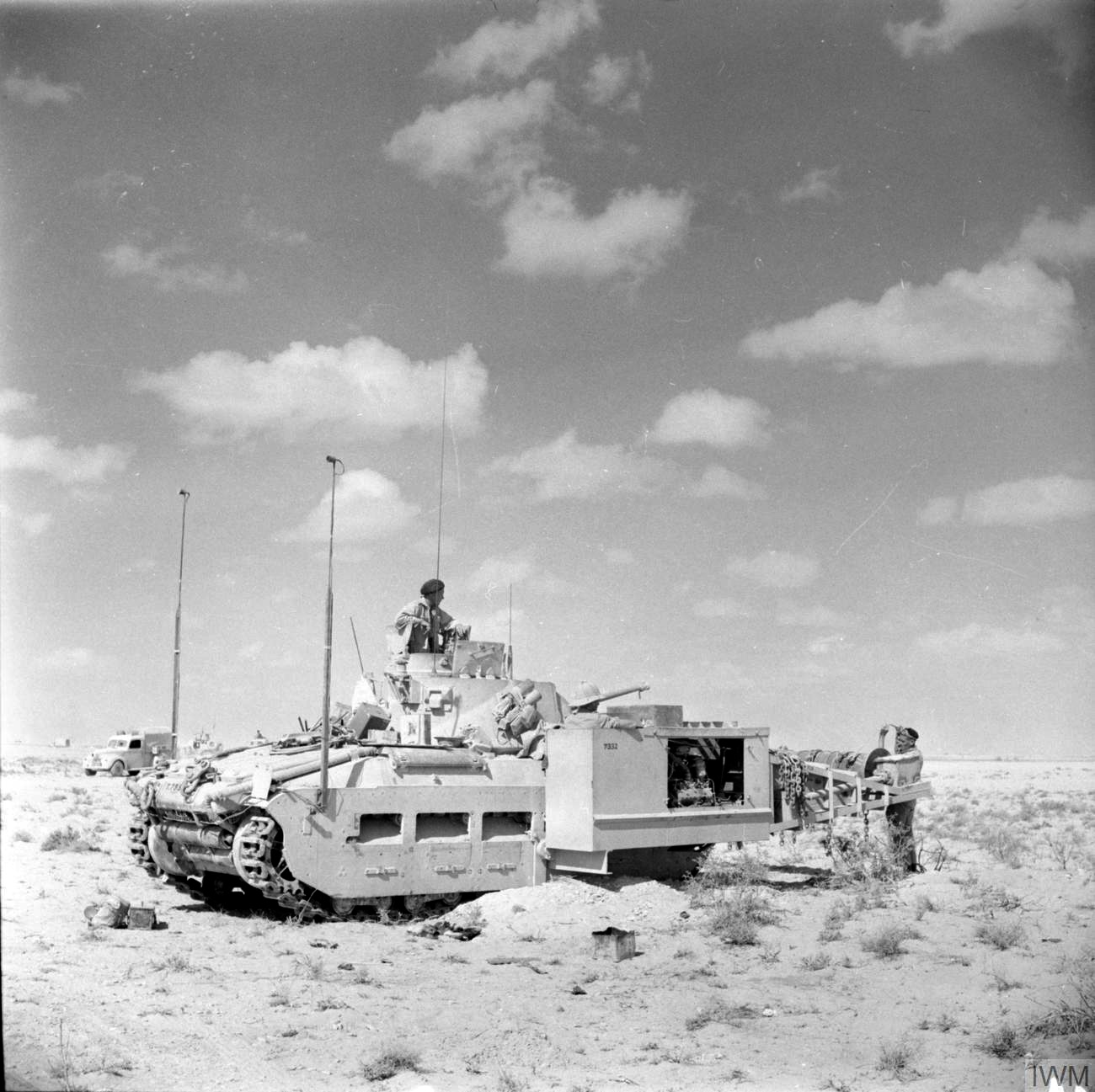
دبابة ماتيلدا سكوربيون مجهزة لتطهير الألغام

حدائق الشيطان هو اسم منطقة دفاعية اشتهرت بكثرة الأسلاك الشائكة والألغام بمنطقة العلمين بمصر وقد أطلق هذا عليها الاسم قائد فيلق الصحراء الألماني إرفين روميل عام 1942
وخلال فترة هدنه في مرحلة من مراحل المعركة، خطط القائد البريطاني اللفتنانت العام برنارد مونتغمري ومهندسي لواء الثاني مشاة «نيوزيلندا» ليقوموا بتطهير حقول الألغام عن طريق ممرات والتي من الممكن ان تصيب القوات التي ستنتقل كي تهاجم قوات المحور.و قد استخدم المهندسون الأدوات اليدوية بمعاونة الدبابات سكوربيون مجهزة بالمدراسات لتطهير الألغام المضادة للمركبات. ولكن هذه الطريقة لم تنجح كما كان مأمولا، وكان لا بد من اللجوء إلي الطرق اليدوية للتطهير. وهذا من شأنه أن يكون أكثر صعوبة، كما كان يوجد في حقول الألغام التي كانت مزروعة غير عدد قليل نسبيا من الألغام المضادة للأفراد.
و تشير التقديرات إلي انه تم زرع 3 ملايين لغم قبل المعركة، ولا تزال هذه الألغام موجودة حتى وقتنا هذا ومع مرور الوقت تصبح هذه الألغام غير مستقرة وتعرض سكان المنطقة لخطر الإصابة بها.